# Jean-Joseph Weerts
Ne doit pas être confondu avec Jean de Weert.
Jean-Joseph Weerts, parfois orthographié Weertz, né à Roubaix le 1er mai 1846 et mort à Paris le 28 septembre 1927, est un peintre français d'origine belge.

## Biographie
Né à Roubaix, rue des Fabricants, de parents belges au sein d'une fratrie de neuf enfants, il s'initie au dessin dans le cabinet de travail de son père, un constructeur-mécanicien qui avait étudié à l'Académie d'Anvers. Jean-Joseph Weerts intègre ensuite l'Académie des beaux-arts de Roubaix, où il devient en 1858 l'élève de Constantin Mils. Son père décide de soutenir sa vocation et de le laisser s'éloigner du même métier que lui à la condition qu'il fasse ses preuves. En 1866, il expose une nature morte au Salon de Lille. Artiste pensionné de la ville de Roubaix, il entre en 1867 à l'École impériale des beaux-arts de Paris, où il est l'élève d'Isidore Pils et Alexandre Cabanel,.
À partir de 1869, il est exposé au Salon de peinture et de sculpture. Son premier succès est un portrait de la cantatrice Célestine Galli-Marié, réalisé en 1872. Représentatif du style académique « officiel », il siège au Conseil supérieur des beaux-arts. En 1890, il participe aux côtés de Pierre Puvis de Chavannes à la fondation de la Société nationale des beaux-arts, à la suite de quoi son atelier devient un lieu de fréquentation mondaine. Au fil de sa carrière, époque où il est « réputé et honoré » relève un article de la bibliothèque de la Sorbonne paru en 2016, nombre de ses tableaux sont acquis par l'État et exposés dans des musées.
Il produit près de sept cents œuvres : portraits, peinture d'histoire (notamment la Révolution française et l'histoire militaire) ou d'inspiration religieuse. Son tableau La Mort de Bara, en 1883, lui vaut la Légion d'honneur. Peu de temps après sa réalisation, ce grand tableau est reproduit en photogravure et les centaines de milliers d'exemplaires tirés sont envoyés dans les écoles. On reproduit aussi cette gravure dans des journaux. Cette image va ensuite imprégner la mémoire.
Il décore également un certain nombre de bâtiments publics dans toute la France, tels la Sorbonne (1904, voir infra), la salle des fêtes de l'hôtel de ville de Paris, l'hôtel de la Monnaie (Paris), et l'hôtel de ville de Roubaix, où il peint l'épisode de la charte de 1469 dans la salle Pierre de Roubaix (1913), l'hôtel de ville de Limoges ou encore le grand amphithéâtre de l'université de Lyon.
En 1900, il est nommé Rosati d'honneur. Fondateur d'un prix de peinture à Roubaix, il participe également de son vivant, en 1924, à l'ouverture d'un musée consacré à son œuvre, situé dans la mairie de cette même ville, qu'il voulait remercier pour avoir lancé sa carrière,.
Mort en 1927, il est enterré à Paris au cimetière du Père-Lachaise (82e division). Une rue de Roubaix porte son nom. Grâce à un comité constitué à cette fin dès le jour de ses funérailles, un monument en son honneur, exécuté par le sculpteur Alexandre Descatoire, est inauguré en 1931 au parc Barbieux de Roubaix.
Son neveu, Fernand Weerts, est sculpteur.

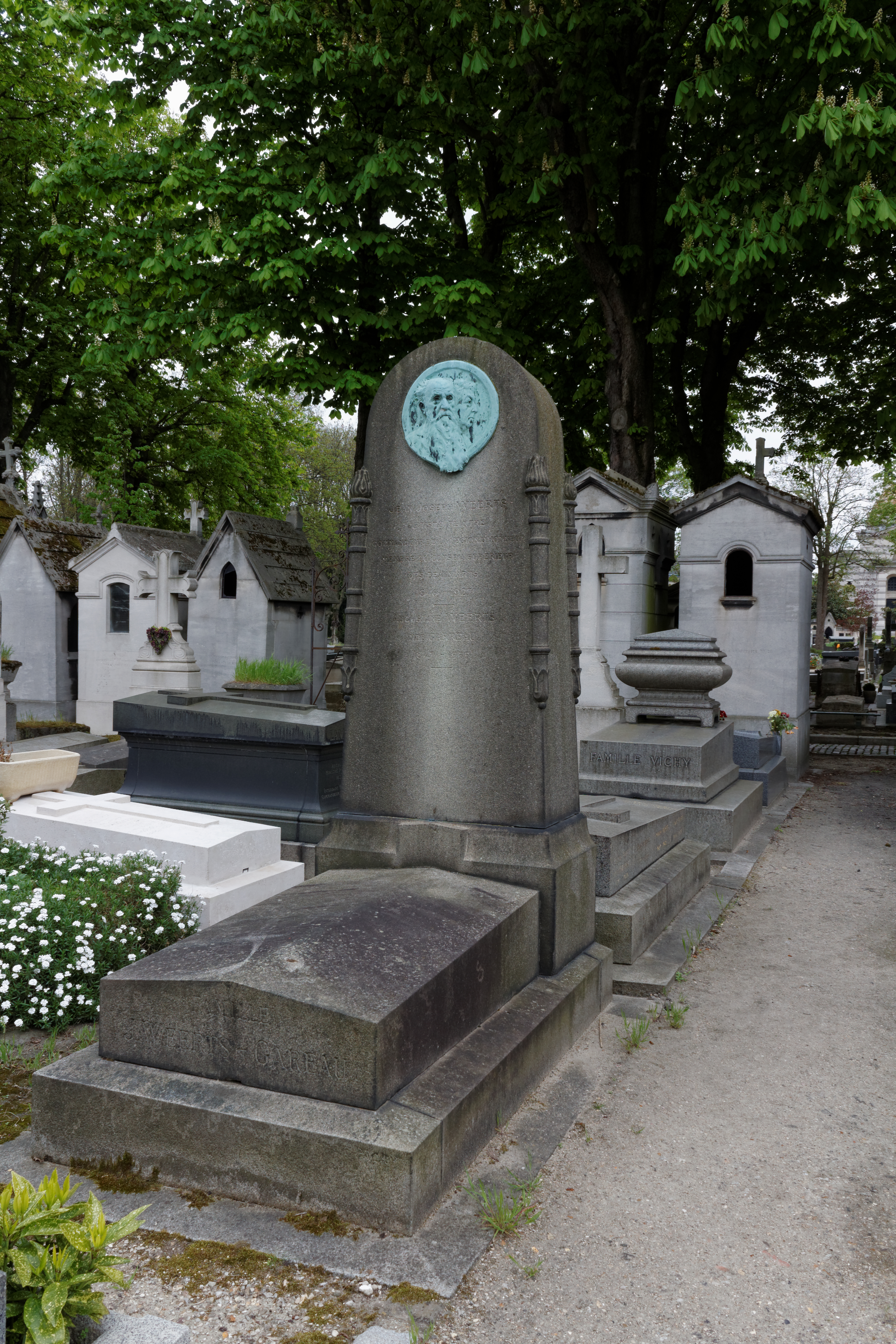
Tombe de Weerts au Père-Lachaise.
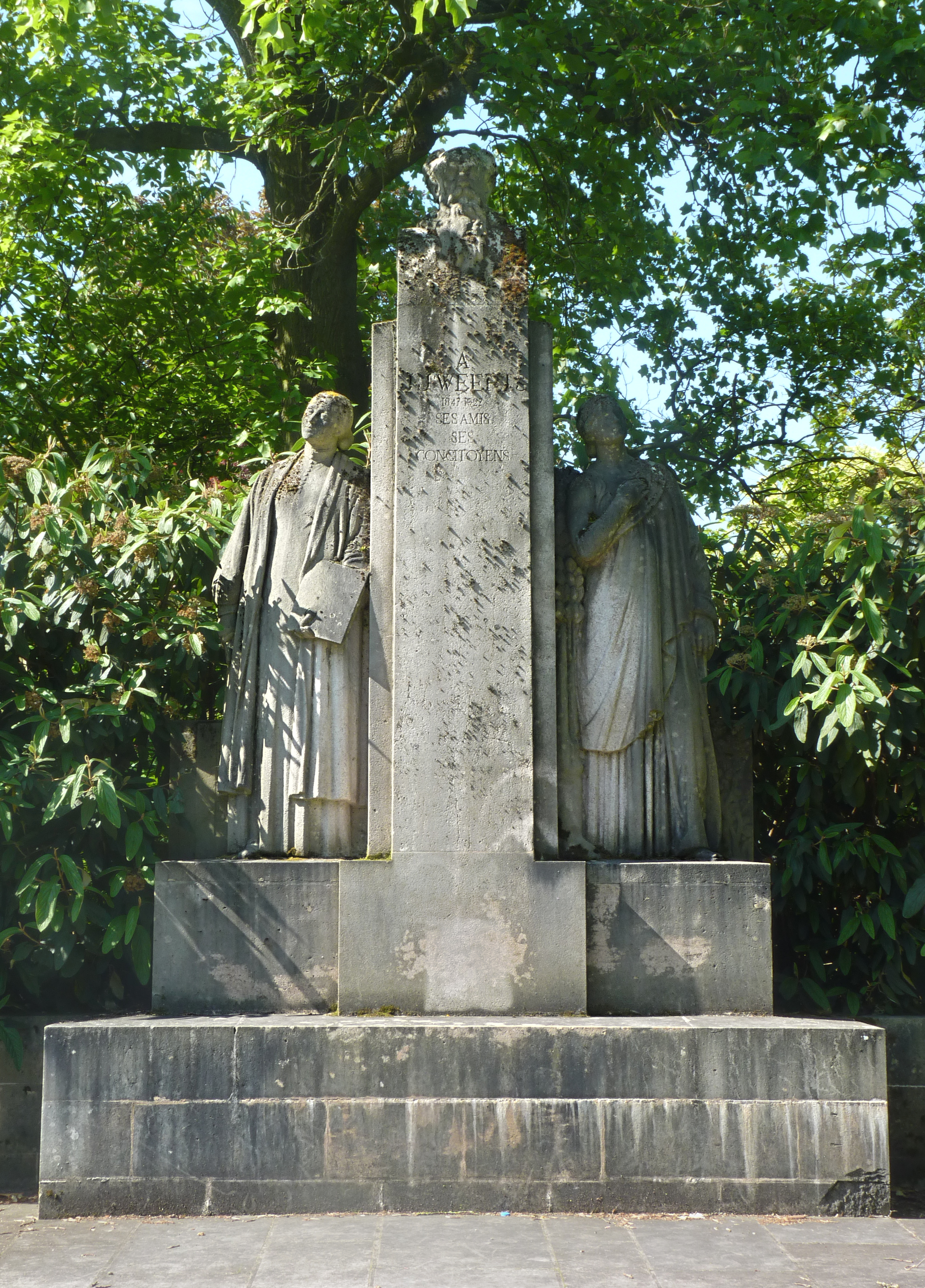
Monument à Weerts au parc Barbieux, à Roubaix, par Descatoire.

## Œuvres

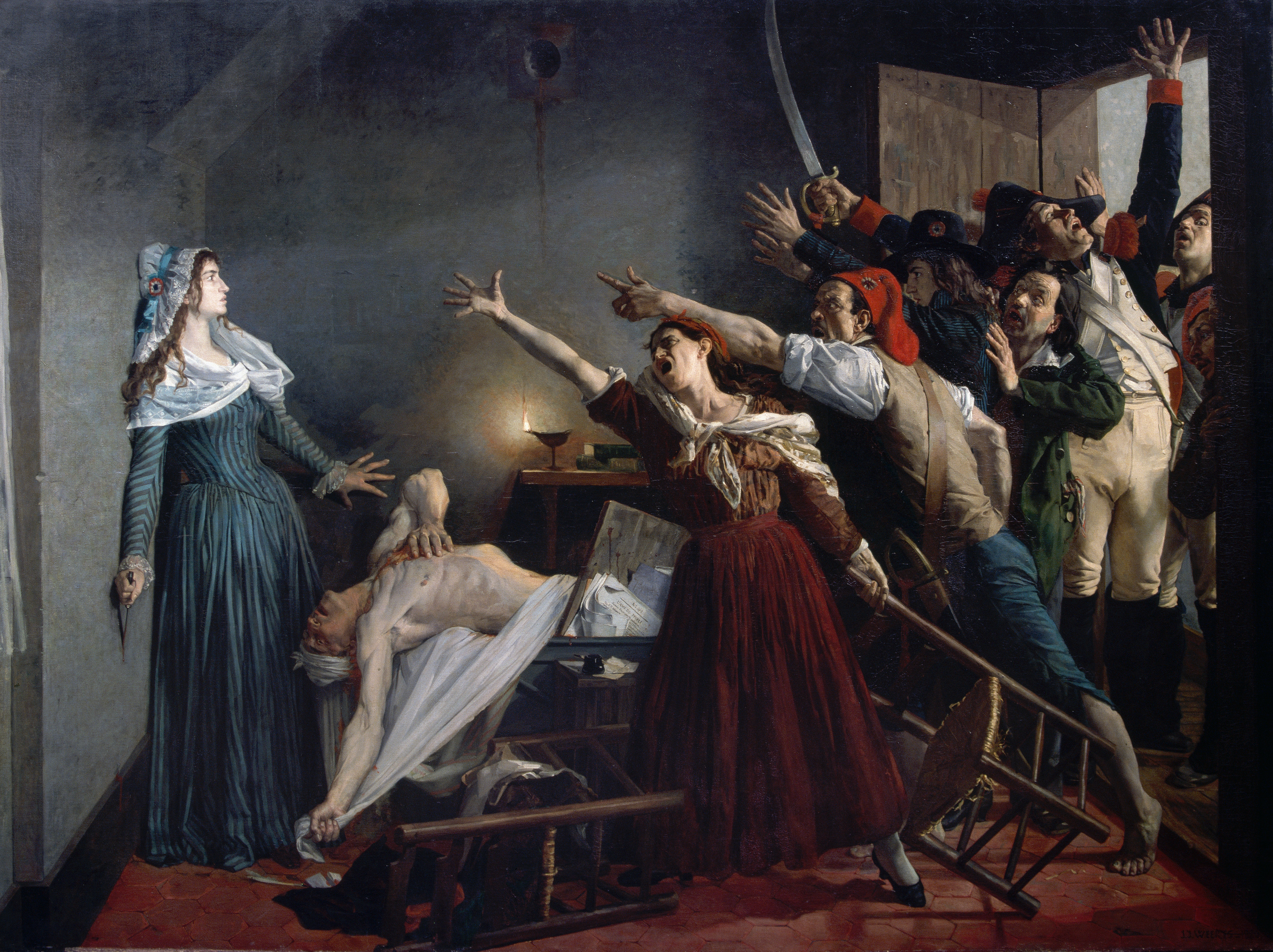
L'Assassinat de Marat.
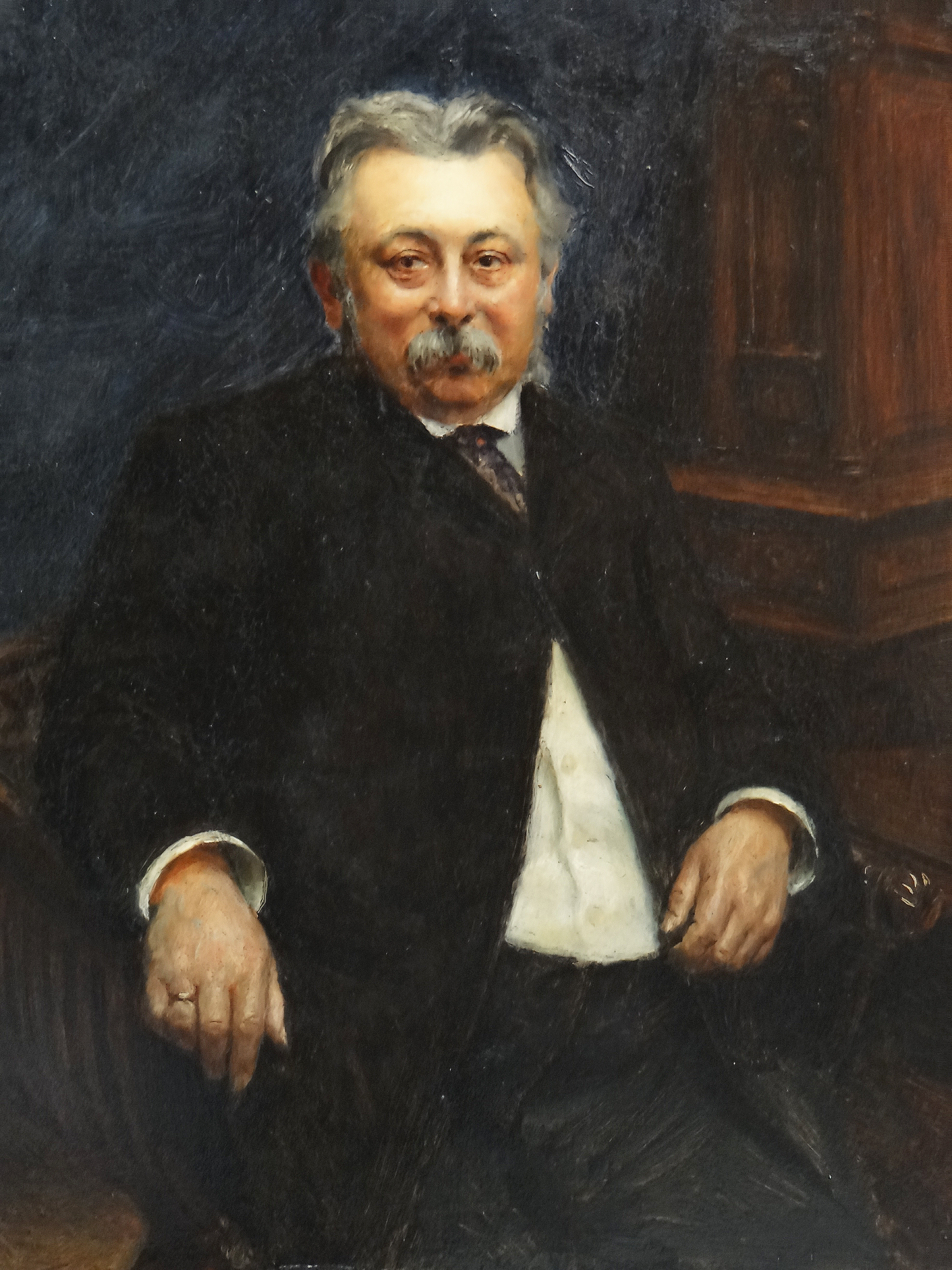
Portrait de Joseph Chaumié.
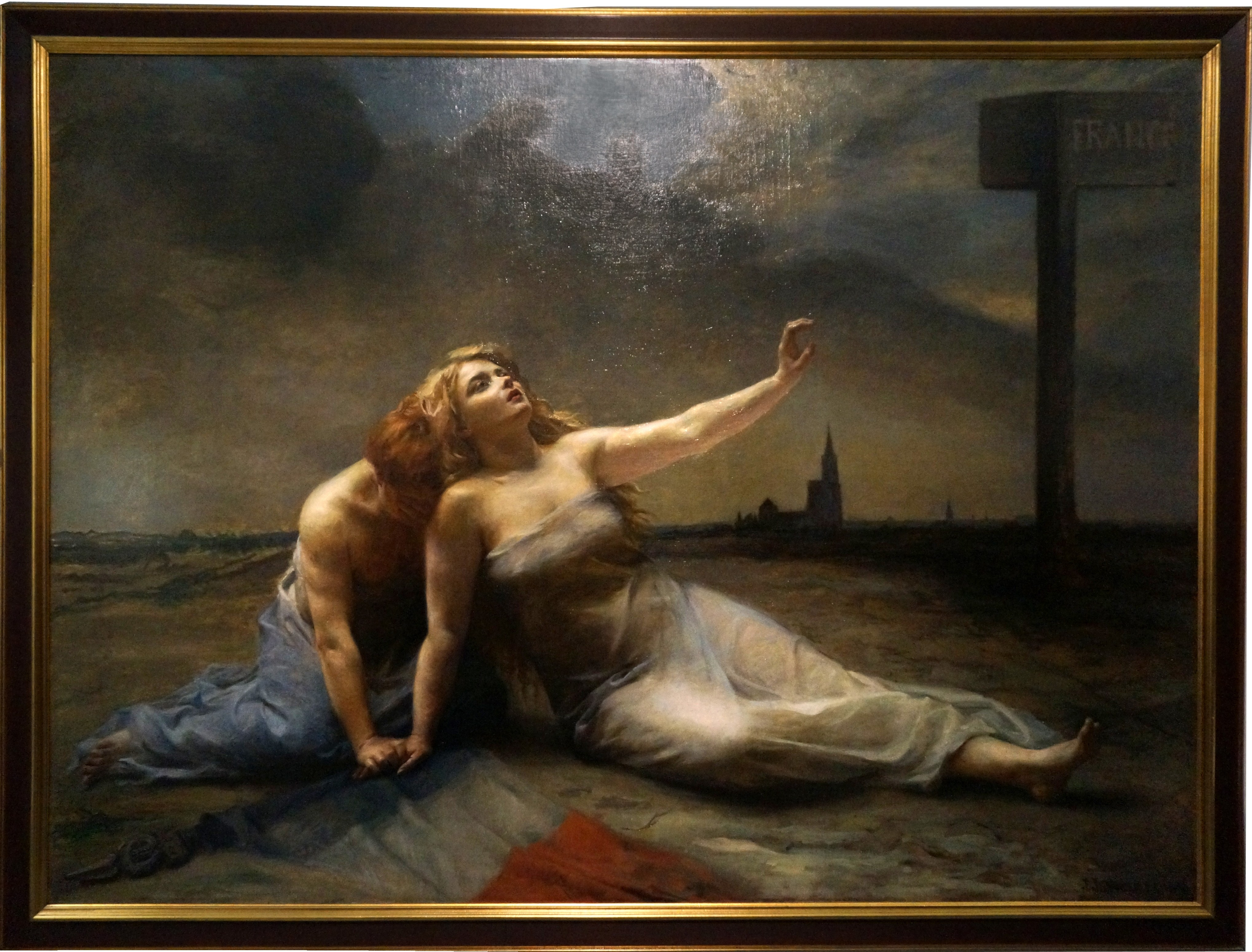
France !! ou l'Alsace et la Lorraine désespérées.
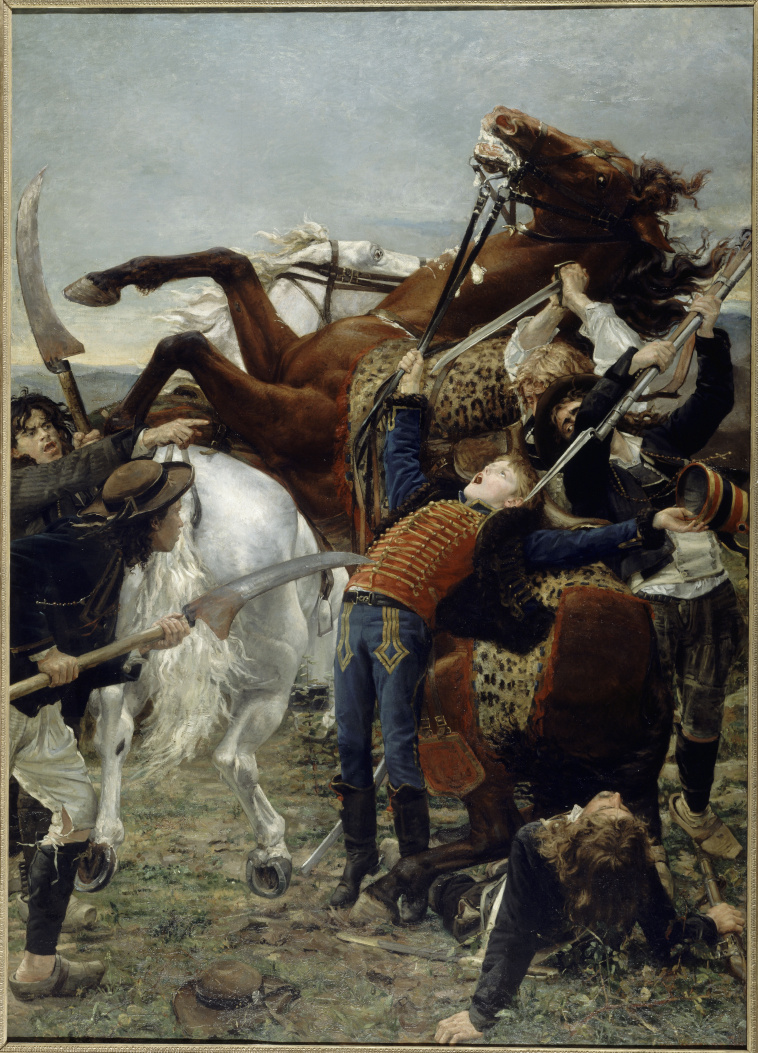
La Mort de Bara.

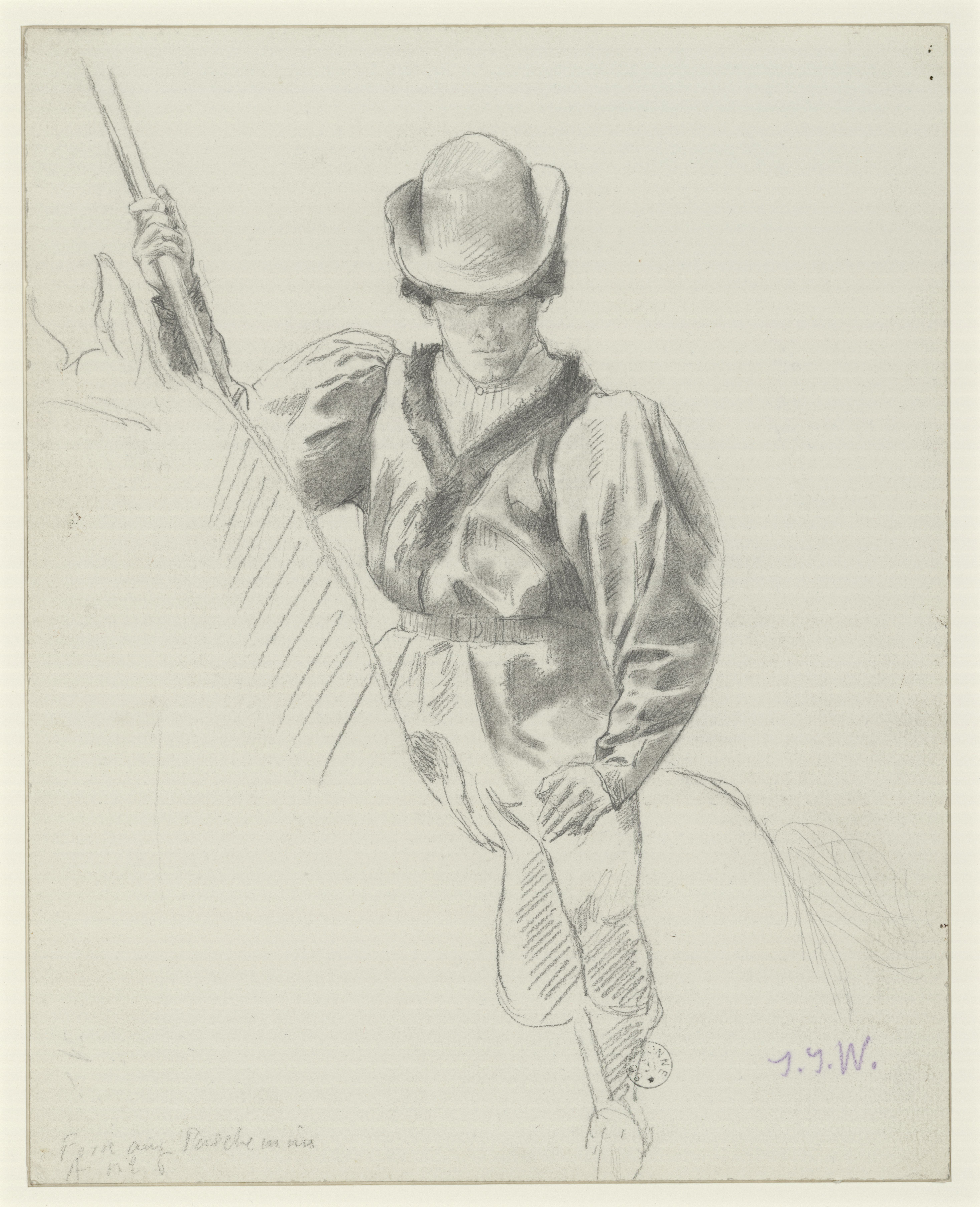
Jean-Joseph Weerts, Porte drapeau, le visage penché. Étude pour la Foire du Lendit, fresque décorant la cour d'honneur de la nouvelle Sorbonne (Bibliothèque interuniversitaire de la Sorbonne, NuBIS).

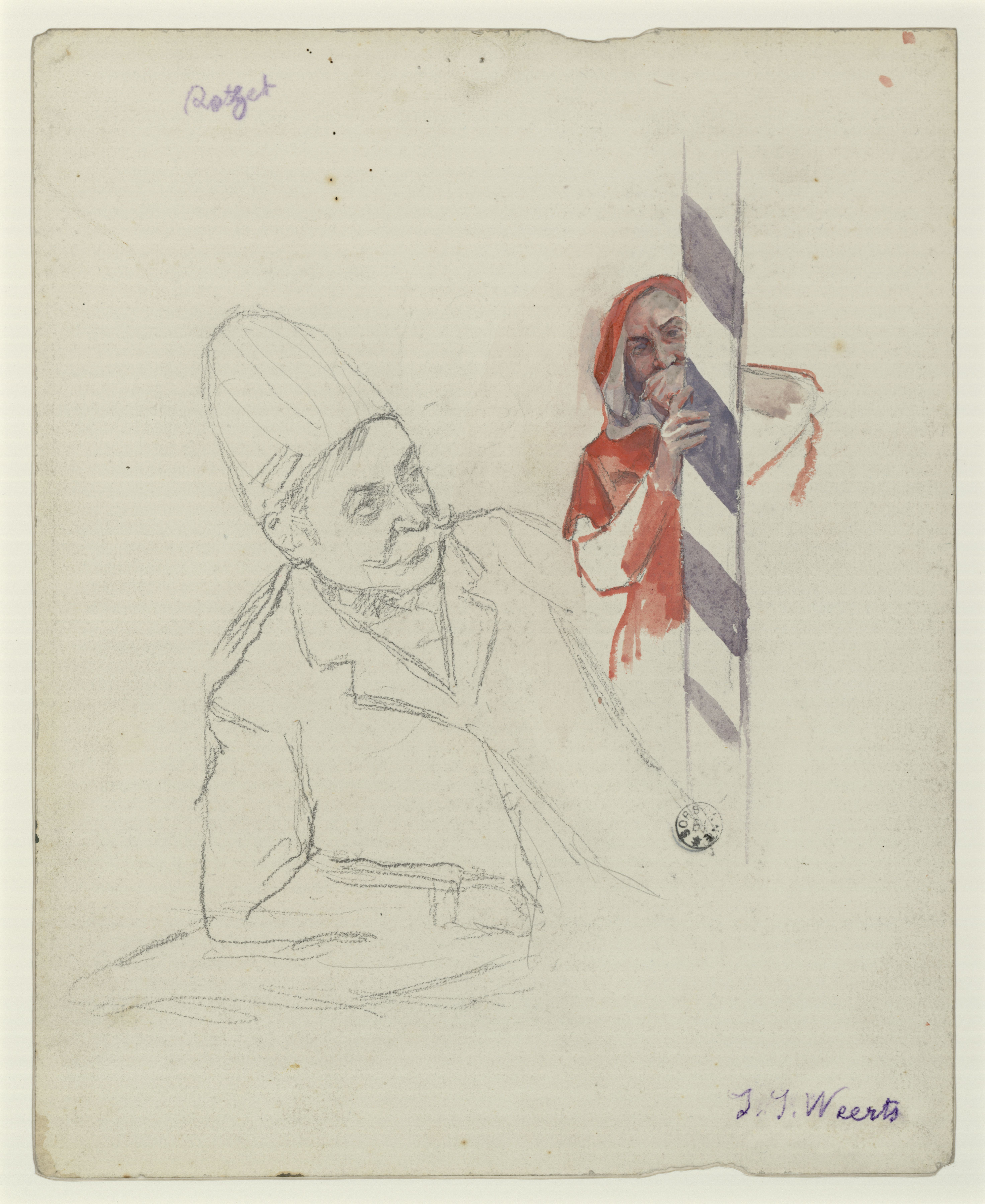
Jean-Joseph Weerts, Personnage moustachu et homme encapuchonné. Étude pour la Foire du Lendit, fresque décorant la cour d'honneur de la nouvelle Sorbonne (Bibliothèque interuniversitaire de la Sorbonne, NuBIS).

- 1872 : Portrait de Célestine Galli-Marié[1].
- 1880 : L'Assassinat de Marat, La Piscine, Roubaix.
- 1883 : La Mort de Bara, huile sur toile, 350 x 250 cm, musée d'Orsay, Paris[5].
- 1893 : Portrait d'Hippolyte Destailleur, huile sur toile, 31,5 × 23.cm cm, musée Carnavalet, Paris[6]
- 1903 : Portrait de Gaston Joliet, 46 × 33,5 cm, musée des Beaux-Arts de Dijon, Dijon[7].
- 1903 : Portrait de Joseph Chaumié, musée des Beaux-Arts d'Agen.
- 1904 : La Fête du Lendit, ensemble de deux toiles marouflées (3,10 x 8,60 m) : La foire aux parchemins et Cortège joyeux des étudiants se rendant à la fête. Installées sous les arcades de la cour d'honneur de la Sorbonne (Paris), elles font face à la chapelle, où est conservée une autre œuvre de Weerts : Pour l’humanité, pour la patrie, pour la France, soldat de Dieu[1].
- 1906 : France !! ou l'Alsace et la Lorraine désespérées, 1,7 × 2,3 m, Musée lorrain, Nancy[8],[9],[10]
- 1911 : Concours d'éloquence à Lugdunum, sous Caligula, fresque, 7 × 15 m, grand amphithéâtre de l'université Lumière-Lyon-II, Lyon[11]

## Distinctions
- Commandeur de la Légion d'honneur (1914)